# Try!
Try! er det første album lavet af den amerikanske rockgruppe John Mayer Trio. Albummet blev udgivet 22. november 2005 af Columbia Records. Albummet blev i december, 2006 nomineret til Grammy prisen "Best Rock Album", men de tabte til Red Hot Chili Peppers. 

Albummet er specielt, fordi John Mayer er gået lidt væk fra popmusikken, og fokuserer mere på traditionelt bluesmusik. Sammen med Steve Jordan på trommer og Pino Palladino på bassen spiller de to coverversioner: Jimi Hendrix's "Wait Until Tomorrow" og Ray Charles' "I Got A Woman". Derudover spiller de også to sange fra John Mayers gamle album Heavier Things ("Something's Missing" og "Daughters"), og så spiller de også nye sange, som trioen og John Mayer har skrevet. Deriblandt nogle sange, som man finder på John Mayers album "Continuum".

## Spor
Alle sange er skrevet af John Mayer, undtagelser er markeret.
1. "Who Did You Think I Was" – 3:09
2. "Good Love Is on the Way" – 4:50
3. "Wait Until Tomorrow" (Jimi Hendrix) – 4:14
4. "Gravity" – 5:49
5. "Vultures" (Mayer, Jordan & Palladino) – 5:19
6. "Out of My Mind" – 7:39
7. "Another Kind of Green" – 4:39
8. "I Got a Woman" (Ray Charles) – 7:40
9. "Something's Missing" – 6:56
10. "Daughters" – 6:14
11. "Try!" (Mayer, Jordan & Palladino) – 6:53